# Tau Orionis
Tau Orionis (τ Ori / τ Orionis) è una stella gigante azzurra di magnitudine 3,59 situata nella costellazione di Orione. Dista 555 anni luce dal sistema solare.

## Osservazione

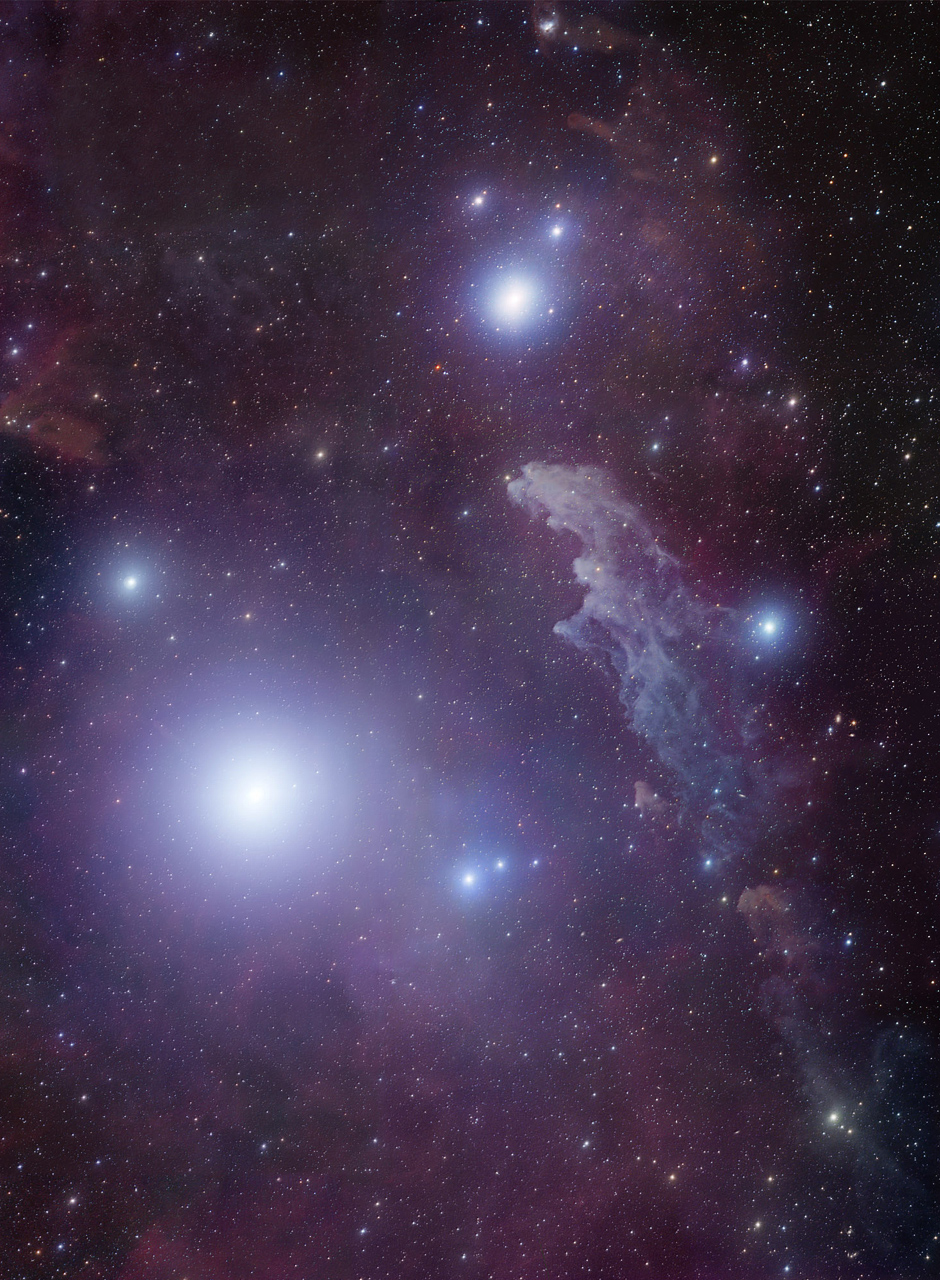
appare in prossimità del centro del bordo sinistro dell'immagine, subito al di sopra di Rigel. Sono visibili anche la Nebulosa Testa di Strega e alcune stelle dell'Eridano (tra le quali Cursa, e).

Si tratta di una stella situata nell'emisfero celeste australe, ma molto in prossimità dell'equatore celeste; ciò comporta che possa essere osservata da tutte le regioni abitate della Terra senza alcuna difficoltà e che sia invisibile soltanto molto oltre il circolo polare artico. Nell'emisfero sud invece appare circumpolare solo nelle aree più interne del continente antartico. Essendo di magnitudine 3,6, la si può osservare anche dai piccoli centri urbani senza difficoltà, sebbene un cielo non eccessivamente inquinato sia maggiormente indicato per la sua individuazione.
Il periodo migliore per la sua osservazione nel cielo serale ricade nei mesi compresi fra fine ottobre e aprile; da entrambi gli emisferi il periodo di visibilità rimane indicativamente lo stesso, grazie alla posizione della stella non lontana dall'equatore celeste.

## Caratteristiche fisiche
La stella è una azzurra con una massa 6,2 volte quella del Sole ed un'età stimata in 63 milioni di anni. Possiede una magnitudine assoluta di -2,56 e la sua velocità radiale positiva indica che la stella si sta allontanando dal sistema solare. Il suo raggio è stimato essere 6,2 volte quello solare, e considerando la radiazione ultravioletta che emette la calda stella, risulta essere 3100 volte più luminosa del Sole.

## Sistema stellare
Tau Orionis è un sistema multiplo, 3 stelle le sono vicine in cielo e sono denominate Tau Orionis B, C e D. Mentre le prime 2 sembrano essere solo compagne ottiche la terza, Tau Orionis D,  una nana gialla di magnitudine 10,9 e separata da 36,0 secondi d'arco da A, ha mostrato lo stesso moto di Tau orionis nell'arco di un secolo, e quindi potrebbe essere legata gravitazionalmente ad A. Se così fosse, avrebbe un periodo orbitale di almeno 180.000 anni e disterebbe almeno 6100 UA dalla principale.